# Afronurus assamensis
Afronurus assamensis is een haft uit de familie Heptageniidae. De wetenschappelijke naam van de soort is voor het eerst geldig gepubliceerd in 1937 door Kimmins.
De soort komt voor in het Oriëntaals gebied.